# Jerzy Supernat
Jerzy Stanisław Supernat (ur. 29 maja 1951) – polski prawnik, profesor nauk prawnych, nauczyciel akademicki Uniwersytetu Wrocławskiego, specjalista w zakresie prawa administracyjnego.

## Życiorys
Ukończył studia w zakresie administracji na Wydziale Prawa i Administracji Uniwersytetu Wrocławskiego. W 1982 na tym wydziale na podstawie rozprawy pt. Instrumenty działania administracji publicznej. Studium z nauki administracji otrzymał stopień naukowy doktora nauk prawnych. Tam też w 2004 na podstawie dorobku naukowego oraz rozprawy pt. Odesłania do zasad prakseologicznych w prawie administracyjnym uzyskał stopień doktora habilitowanego nauk prawnych. Prezydent RP nadał mu tytuł naukowy profesora nauk prawnych. Został profesorem nadzwyczajnym Uniwersytetu Wrocławskiego. Był także nauczycielem akademickim Wyższej Szkoły Zarządzania i Bankowości w Poznaniu; filia we Wrocławiu
Został członkiem Centralnej Komisji do Spraw Stopni i Tytułów na kadencję 2017–2020.
W 2021 odznaczony Srebrnym Krzyżem Zasługi.